# Argos (stolica tytularna)
Argos (łac. Diœcesis Argensis) – stolica historycznej diecezji w Cesarstwie Rzymskim (prowincja Peloponez), współcześnie w Grecji. Pierwsze wzmianki o niej pochodzą z ok. 400, zniesiona została po 1530 roku (w tym roku zmarł ostatni znany biskup, Girolamo de Sanctis). W tym samym czasie została ustanowiona diecezją tytularną. Od 1973 nie posiada biskupa.

## Biskupi tytularni
| Lp. | Biskup                                      | Od                  | Do                   |
| --- | ------------------------------------------- | ------------------- | -------------------- |
| 1   | Callisto de Amedeis                         | 20 kwietnia 1534    | brak danych          |
| 2   | Giovanni Rota                               | 10 kwietnia 1540    | 1552                 |
| 3   | Gerardo Busdragi                            | 24 września 1552    | brak danych          |
| 4   | Girolamo Guglielmi OP                       | 17 marca 1563       | 19 lipca 1570        |
| 5   | Leandro Garuffi Rotelli de Piis             | 15 stycznia 1574    | 1580                 |
| 6   | Stanisław Udrzycki                          | 4 grudnia 1617      | październik 1621     |
| 7   | Louis du Chaine                             | 2 kwietnia 1618     | 21 lutego 1623       |
| 8   | Franciszek Zajerski                         | 21 lutego 1622      | 1631                 |
| 9   | Stanisław Łoza                              | 12 czerwca 1634     | 1639                 |
| 10  | Mikołaj Krasicki                            | 3 października 1639 | 1652                 |
| 11  | Maciej Bystram                              | 22 września 1659    | 5 sierpnia 1677      |
| 12  | Bernardino della Chiesa OFMRef.             | 20 marca 1680       | 10 kwietnia 1690     |
| 13  | Johann Aloys Schneider                      | 1 marca 1816        | 22 grudnia 1818      |
| 14  | Polikarp Augustyn Marciejewski OP           | 4 czerwca 1819      | 19 października 1827 |
| 15  | Bernardo Antonio De Riso OSB                | 9 sierpnia 1883     | 23 sierpnia 1883     |
| 16  | Francesco Benassi                           | 10 listopada 1884   | 15 marca 1892        |
| 17  | Joaquim Arcoverde de Albuquerque Cavalcanti | 26 sierpnia 1892    | 19 sierpnia 1894     |
| 18  | Antonio Valbonesi                           | 13 czerwca 1899     | 15 kwietnia 1901     |
| 19  | António Moutinho                            | 21 sierpnia 1901    | 14 listopada 1904    |
| 20  | Andrea Caron                                | 25 sierpnia 1905    | 8 stycznia 1908      |
| 21  | Amando Agosto Bahlmann OFM                  | 10 lipca 1908       | 5 marca 1939         |
| 22  | Oreste Rauzi                                | 17 czerwca 1939     | 2 lutego 1973        |